# أندريه سبنسر
أندريه سبنسر (20 يوليو 1964 في الولايات المتحدة - ) (بالإنجليزية: Andre Spencer)‏ هو لاعب كرة سلة أمريكي في مركز هجوم صغير الجسم. لعب مع غولدن ستايت ووريورز.

## وصلات خارجية
- أندريه سبنسر على موقع إن بي أي (الإنجليزية)
- أندريه سبنسر على موقع سبورتس رفرنس (الإنجليزية)
- أندريه سبنسر على موقع الدوري الإسباني لكرة السلة (الإسبانية)
- أندريه سبنسر على موقع كرة السلة الأوروبية.كوم (الإنجليزية)
- أندريه سبنسر على موقع كلية كرة السلة في سبورتس رفرنس.كوم (الإنجليزية)
- أندريه سبنسر على موقع ريلجم (الإنجليزية)
- أندريه سبنسر على موقع بروبوليرز (الإنجليزية)
- أندريه سبنسر على موقع سبورتس رفرنس (الإنجليزية)